# Алея Маршала Фердинанда Фоша (Краків)
Алея Маршала Фердинанда Фоша  (Aleja Marszałka Ferdynanda Focha) — алея у Кракові у місцевостях Пулвсє Звєжинецьке (пол. Półwsie Zwierzynieckie)  та Звєжинець, в дільниці VII Звєжинець. Пролягає зі сходу на захід і є продовженням вул. Маршала Пілсудського, сполучає Алею Трьох Пророків з вул. Королеви Ядвіги. Вона має довжину прибл. 1,5 км. По всій довжині рух двосторонній.

## Історія
Визначена у 1914 р. як продовження вул. Вольської, а її композиційним і перспективним завершенням є Курган Костюшка.
У 1932 році вона був названий на честь маршала Франції, Польщі та Великої Британії Фердинанда Фоша. З 1951 по 1990 рік носила іншу назву.

## Забудова
Північна сторона:
- Блонь

Південна сторона:
Забудова Półwsie Zwierzynieckie, модерністські односімейні будинки 30-х років 20 століття і пізніше та громадські будівлі:
- ал. Фоша 1 - колишній готель «Cracovia», 1960 рік, спроєктований Вітольдом Ценцкевичем, нині філія Національного музею в Кракові, пам'ятник
- Стадіон Cracovia (адреса ul. Kałuży 1), з 1912 р.
- ал. Фоша 24 – будинок, 1938 р., у муніципальному реєстрі пам'яток
- ал. Фоша 25 – будинок Рознера, 1937 р., проєкт Францішка Мончинського, у муніципальному реєстрі пам

"яток
- ал. Фоша 29 – будинок проф. Rafał Taubenschlag, 1933, проєкт Антоні Достала, у муніципальному реєстрі пам'яток
- ал. Фоша 30 – будинок, 1933 р., у муніципальному реєстрі пам'яток
- ал. Фоша 33 - колишній бальнеологічний інститут, 1938 р., проєкт Юзефа Галензовського, нині спеціалізована лікарня ім.Ю.Дєтла, Малопольський центр ревматології, імунології та реабілітації
- ал. Фоша 35 – будинок, 1939 р., проєкт Юзефа Мітки, у муніципальному реєстрі пам'яток
- ал. Фоша 36 – Гуртожиток школи мистецтв
- ал. Фоша 37 – будинок, 1938 р., проєкт Яна Буржинського, у муніципальному реєстрі пам'яток
- ал. Фоша 38 – Педагогічна губернська бібліотека с Гуго Коллонтай
- ал. Фоша 39 – гуртожиток № 1 середньої освіти
- ал.Фоша 40 – Спортивний центр для людей з обмеженими можливостями KÄRCHER Hala Cracovia. Відкритий у 2018 році, спроєктований Biuro Projektów Lewicki Łatak
- ал. Фоша 42 – ресторан
- ал. Фоша - міст на річці Рудава від 1912 року, в муніципальному реєстрі пам'яток

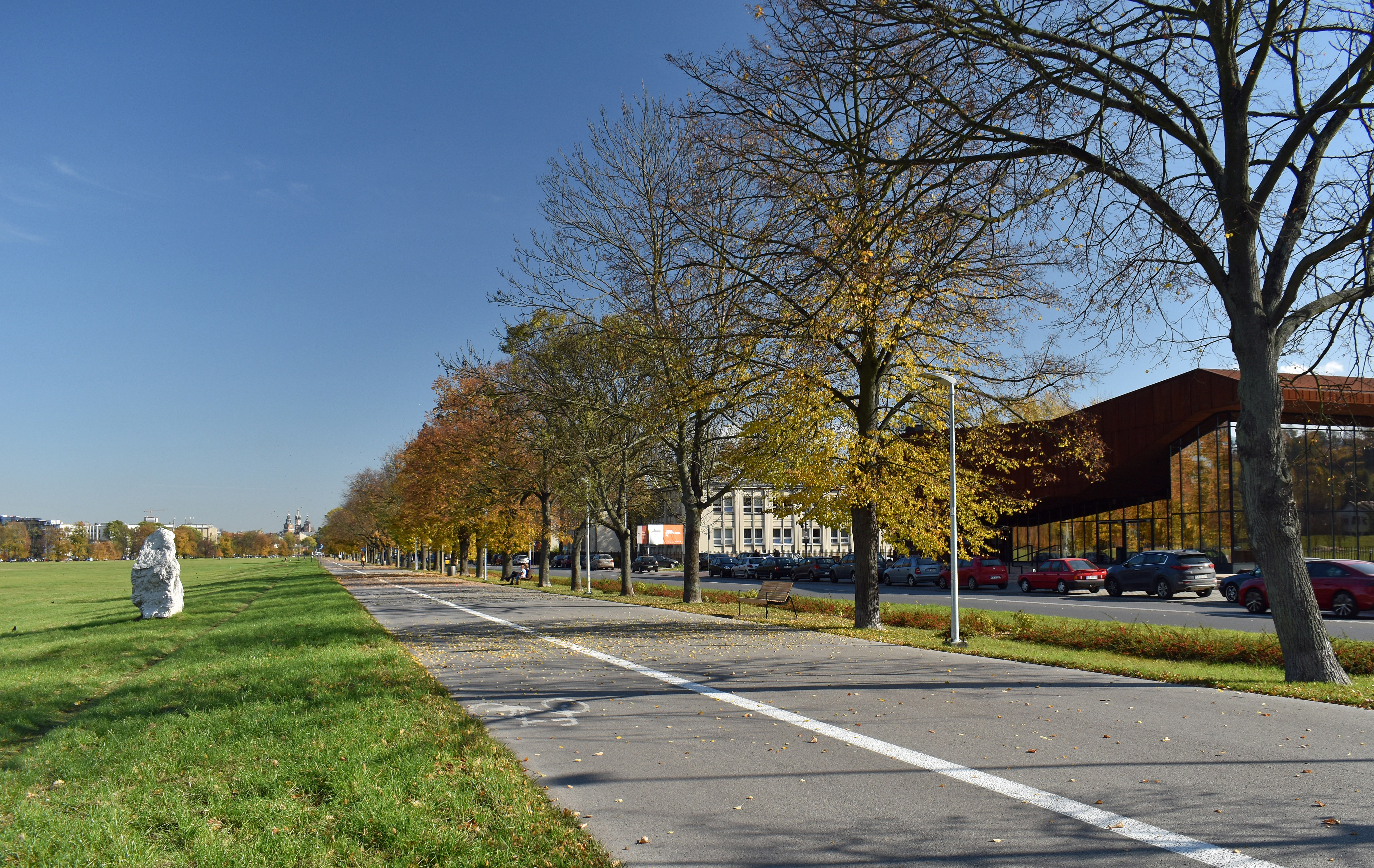
Вигляд алеї з боку Блоні. Праворуч Hala Cracovia, потім гуртожиток
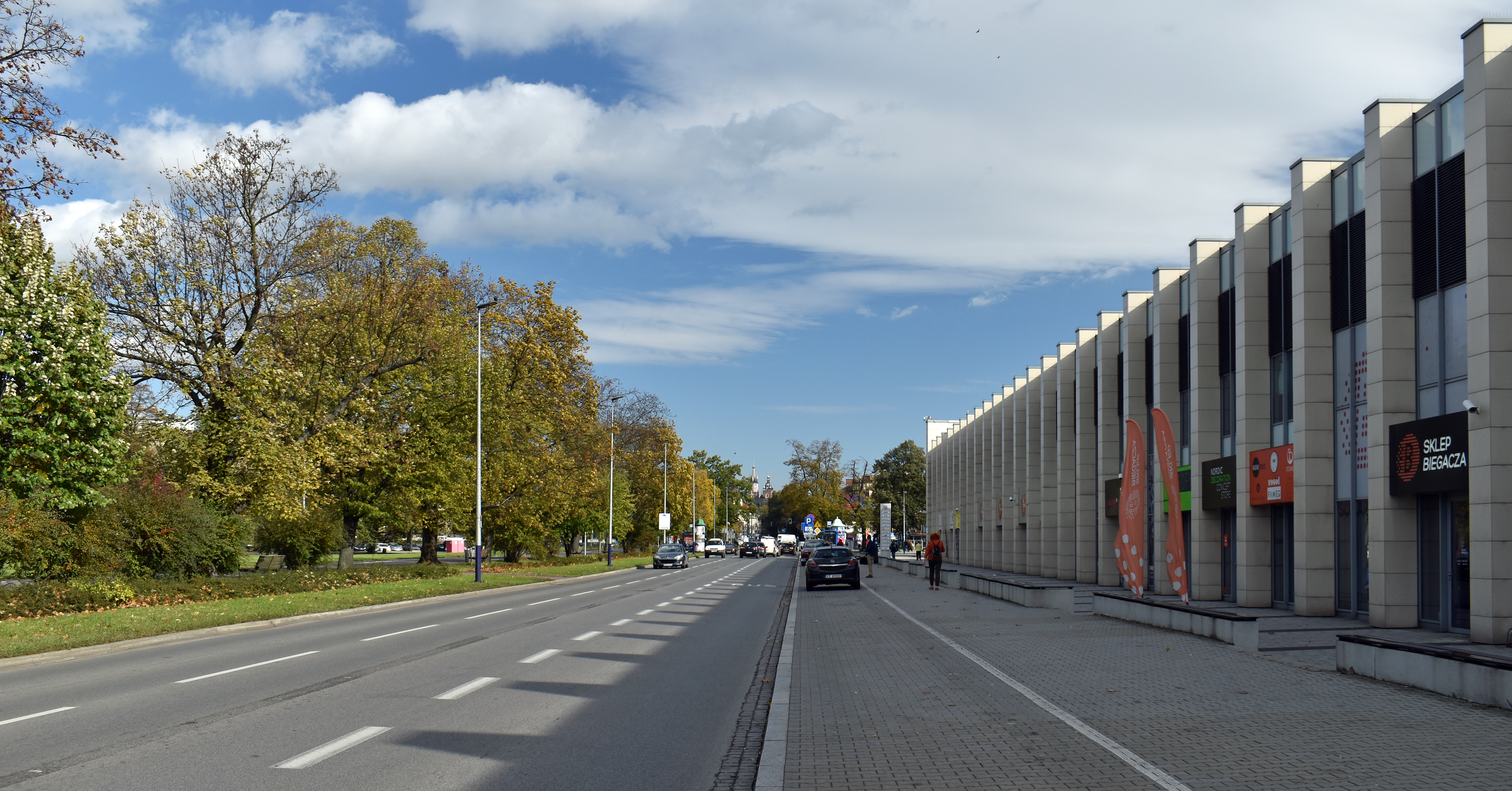
Вид на стадіон KS Cracovia
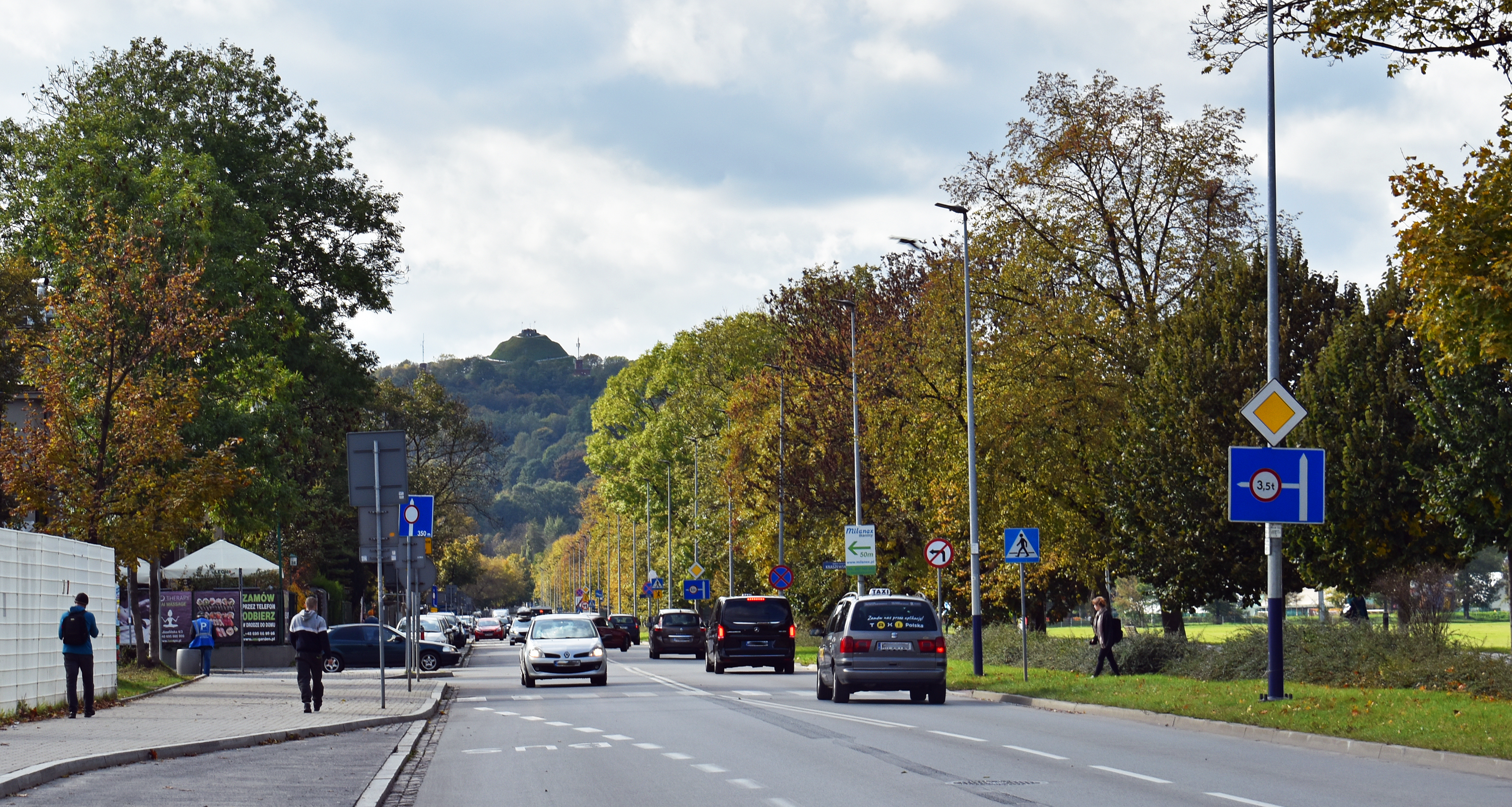
Вид на захід, перспективу замикає Курган Костюшка
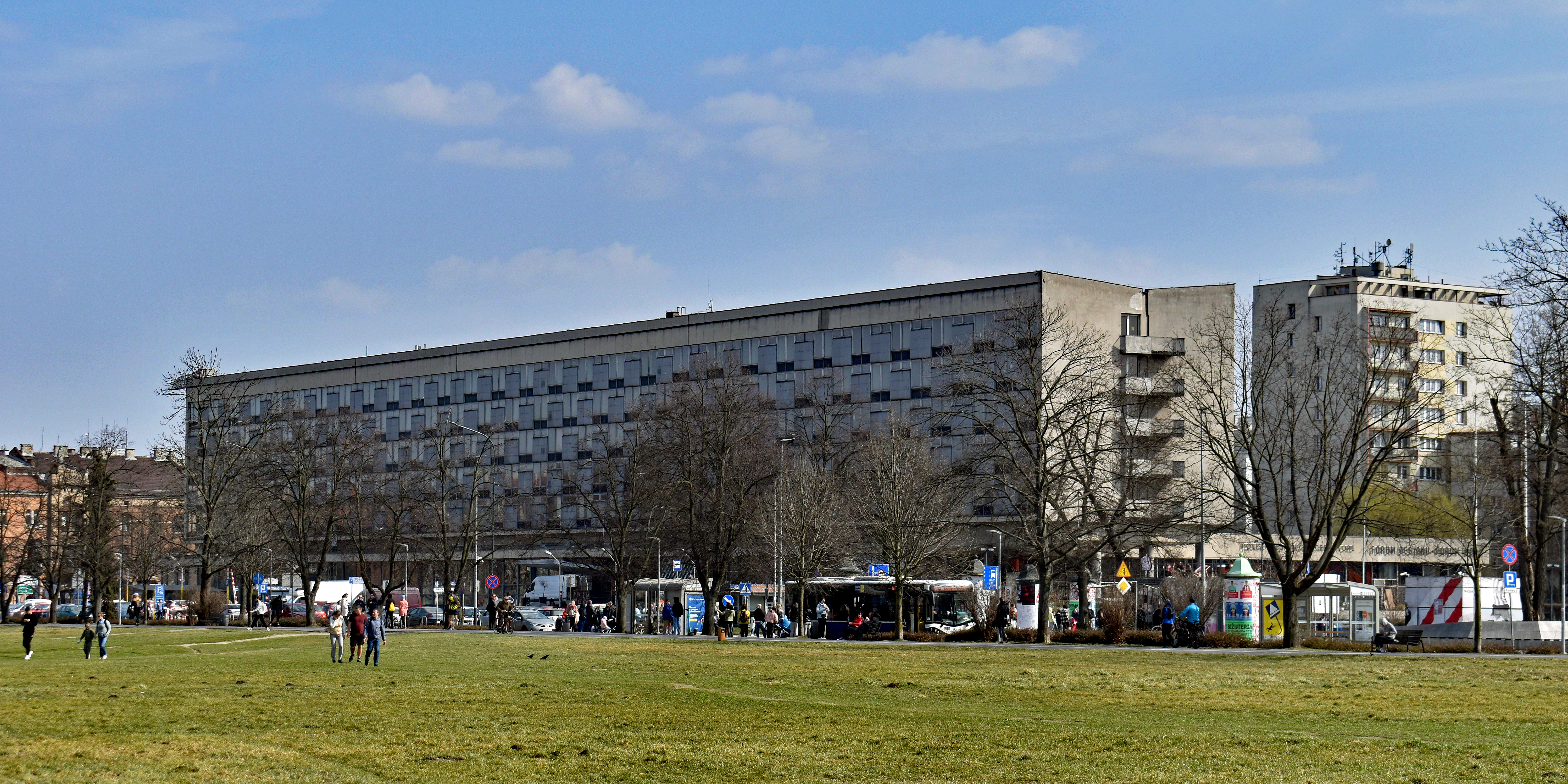
ал. Фоша 1 колишній готель «Cracovia»
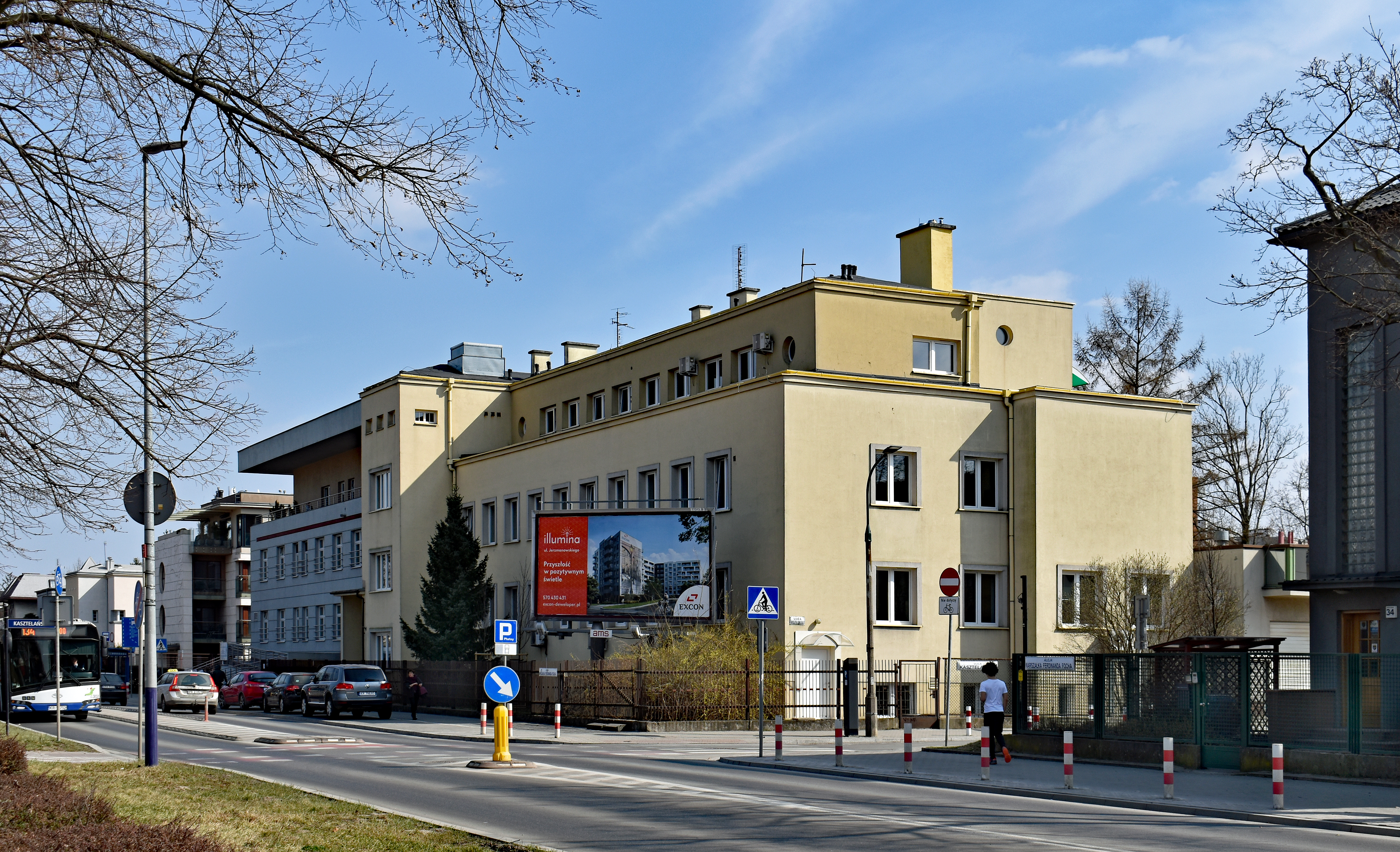
ал. Фоша 33 Малопольський центр ревматології, імунології та реабілітації
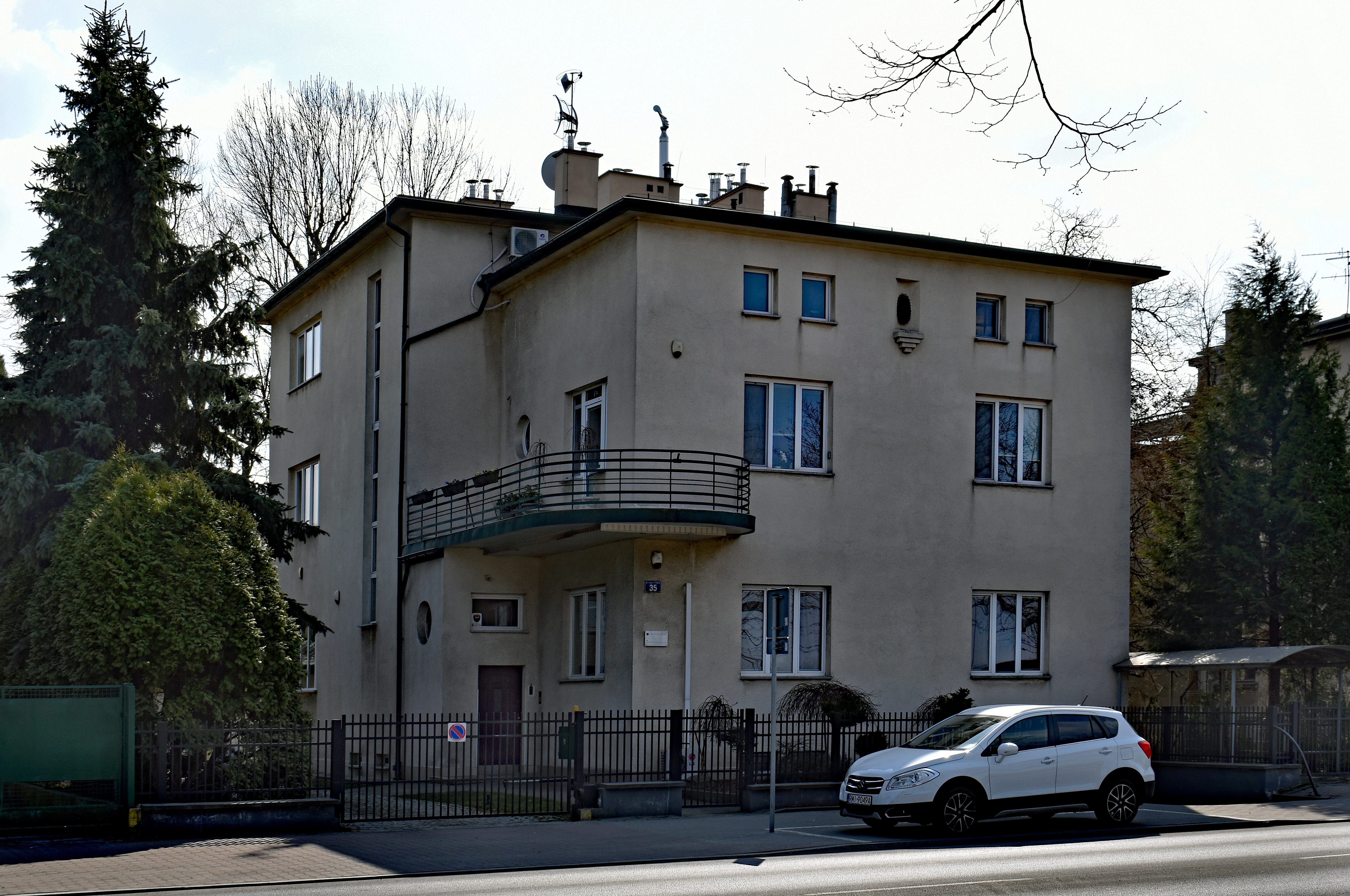
ал. Фоша 35 Модерністична віла
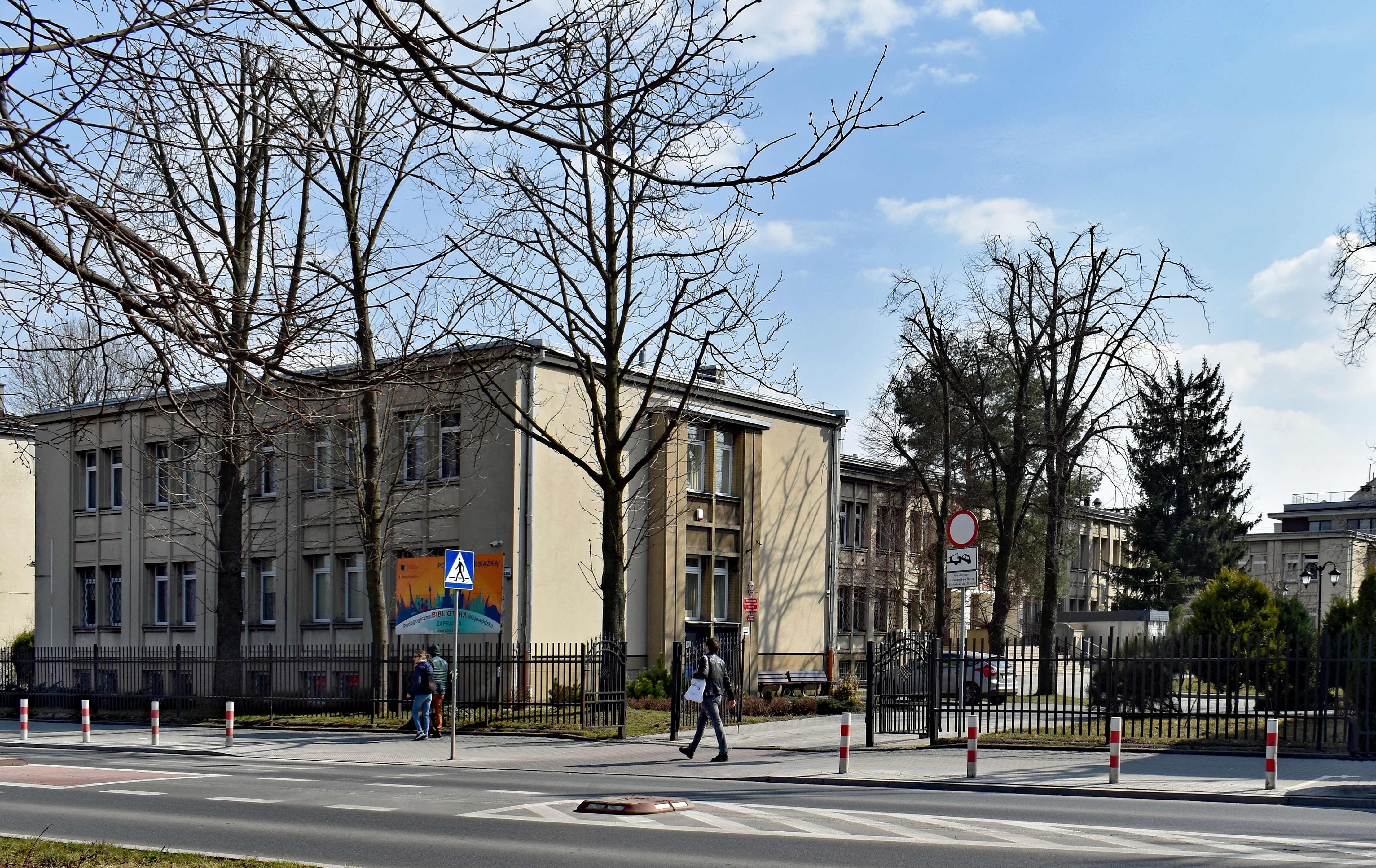
ал. Фоша 38-39 Pedagogiczna Biblioteka Wojewódzka i Bursa Szkolnictwa Ponadpodstawowego nr 1
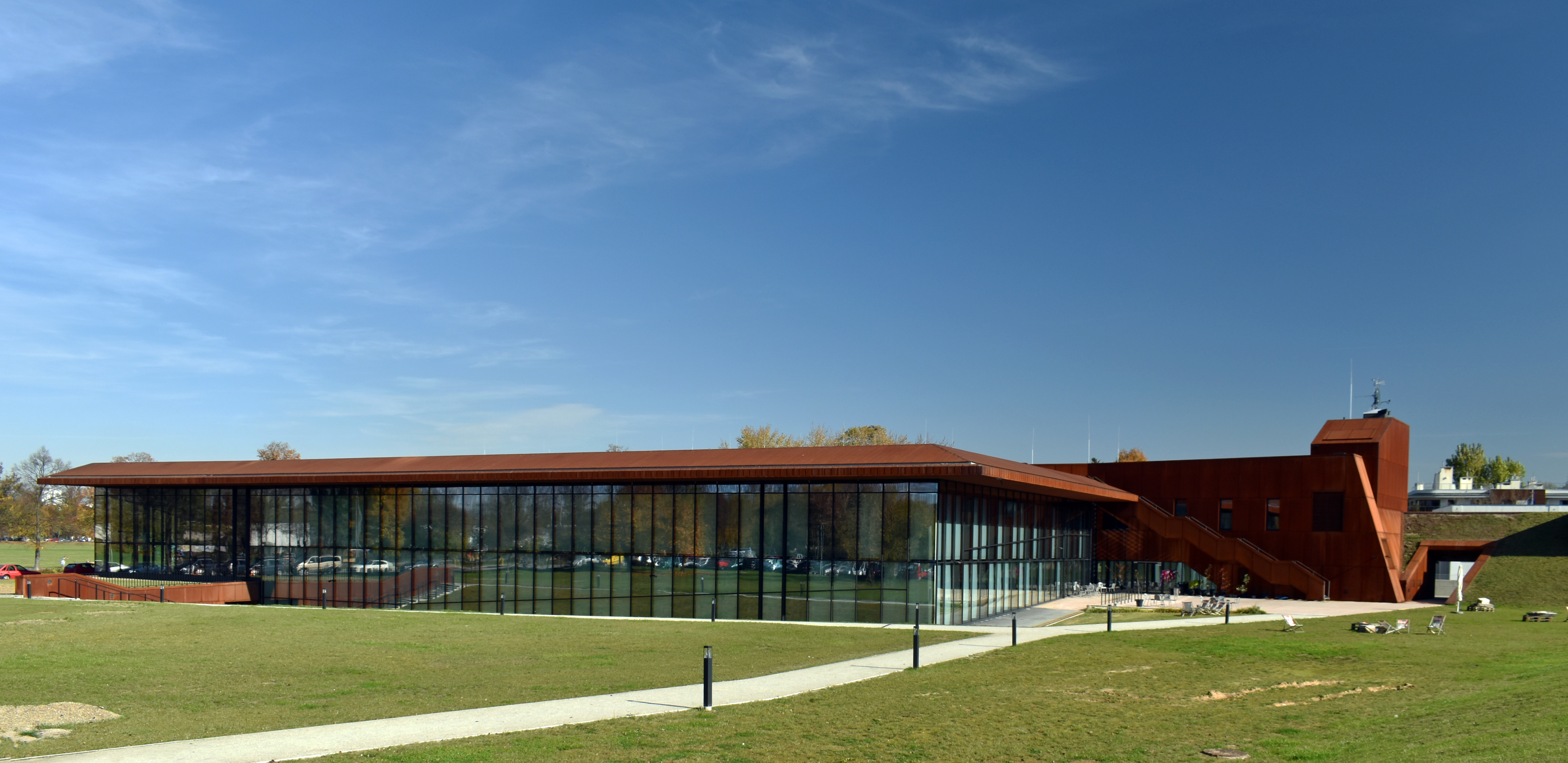
ал. Фоша 40 Спортивний центр для людей з обмеженими можливостями Hala Cracovia
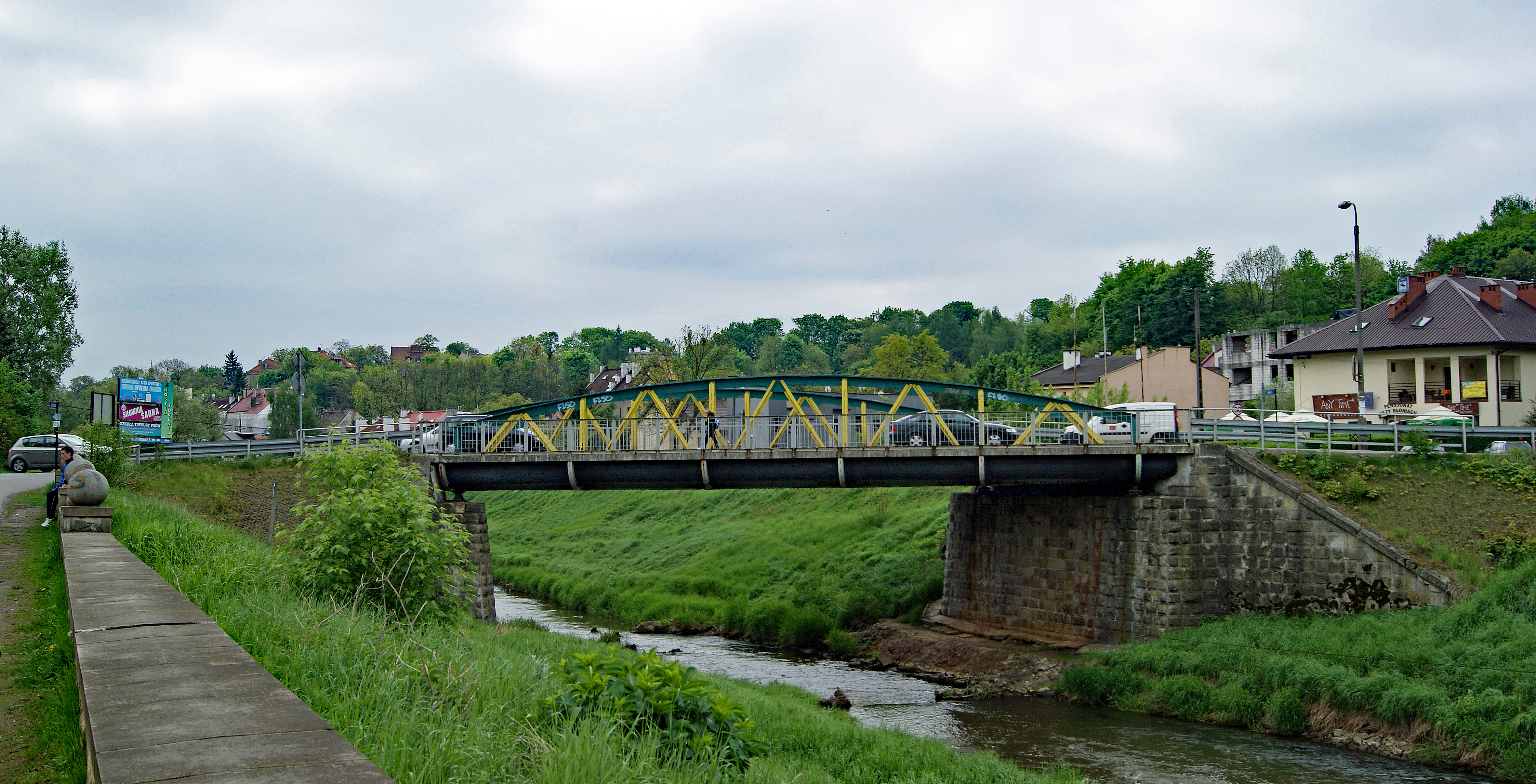
ал. Фоша міст на річці Рудава